# Mostová
Mostová és un poble i municipi d'Eslovàquia que es troba a la regió de Trnava, a l'oest del país.

## Història
La primera menció escrita de la vila es remunta al 1245.
La vila fou annexionada per Hongria després del primer arbitratge de Viena el 2 de novembre de 1938, any en què tenia 1.781 habitants. Formà part del districte de Galanta, el nom del poble abans de la Segona Guerra Mundial era Mostová Kerť/Hidas-Kürt. Durant el període del 1938 al 1945 s'anomenava Hidaskürt, en hongarès. Després de l'alliberament la vila es reintegrà a la reconstituïda Txecoslovàquia.

## Demografia
| Godina             | 1994 | 2004   | 2014   | 2024   |
| ------------------ | ---- | ------ | ------ | ------ |
| Nombre de persones | 1574 | 1591   | 1596   | 1562   |
| Diferència         |      | +1,08% | +0,31% | −2,13% |

| Godina             | 2023 | 2024   |
| ------------------ | ---- | ------ |
| Nombre de persones | 1566 | 1562   |
| Diferència         |      | −0,25% |